# Percy Benjamin Allen
Percy Benjamin Allen (* 1913; † 1992) war ein neuseeländischer Politiker der New Zealand National Party. 
Er repräsentierte den Wahlkreis Bay of Plenty im New Zealand Parliament von 1957 (als er die Nachwahl gewann) bis zu seinem Rücktritt im Jahr 1975. 1976 wurde ihm der Queen’s Service Order verliehen.